# Journées du 31 mai et du 2 juin 1793

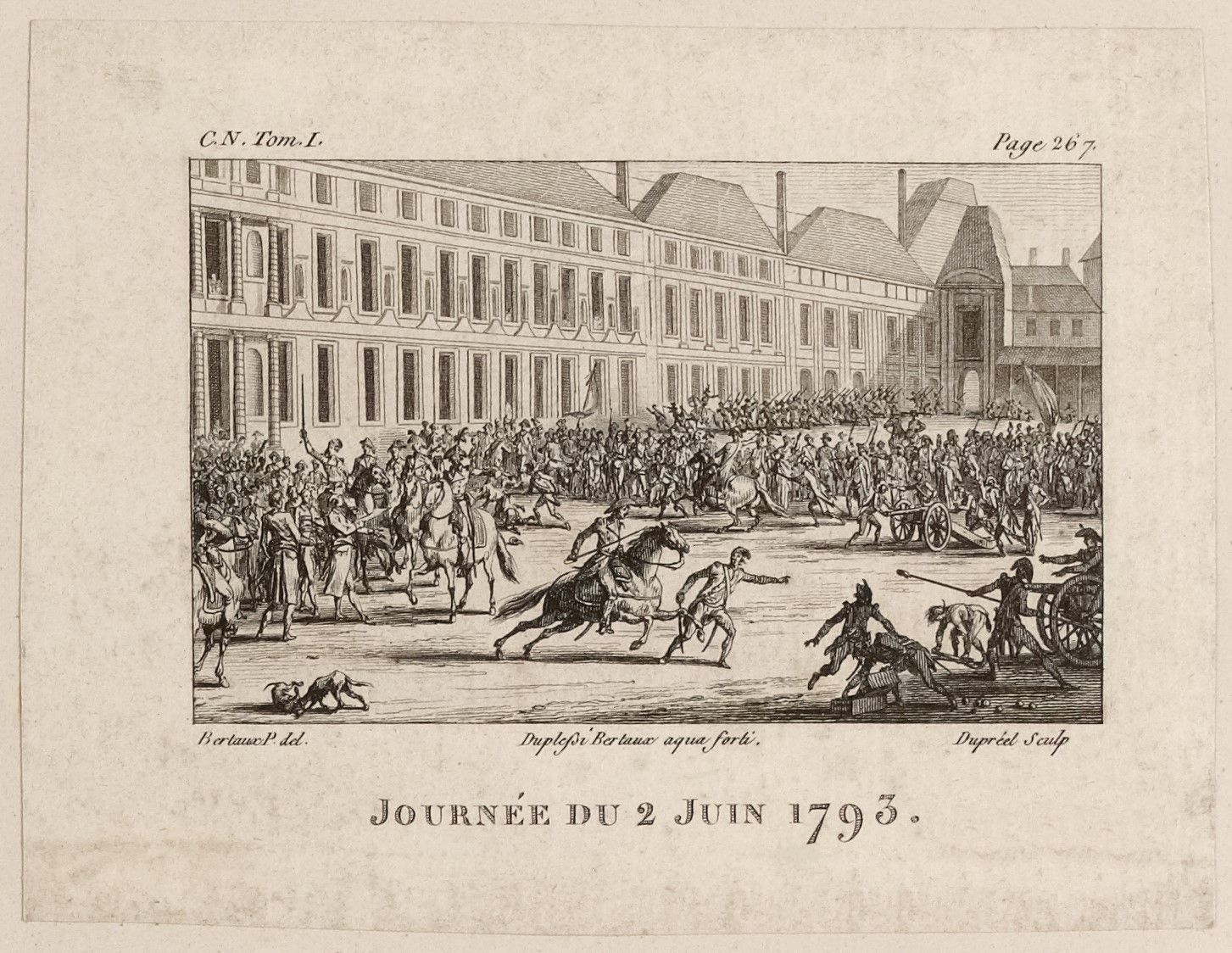
Journée du 2 juin 1793.
Estampe de Pierre-Gabriel Berthault représentant la Garde nationale devant la Convention
(musée Carnavalet).

Les journées du 31 mai et du 2 juin 1793 sont deux des journées insurrectionnelles de la Révolution française, survenant alors que la France est gouvernée par la Convention nationale. L'insurrection éclata après que la Commune de Paris exigea que 22 députés girondins et les membres de la Commission des Douze soient traduits devant le Tribunal révolutionnaire. Jean-Paul Marat mena l'attaque contre les représentants à la Convention, qui, en janvier, avaient voté contre l'exécution du roi et, depuis lors, avaient paralysé la Convention.
Deux fois, la Convention, qui n'avait pas de troupes pour se défendre depuis sa fondation, refusa. L'insurrection prit fin lorsque des milliers de citoyens armés encerclèrent la Convention pour la contraindre à livrer les députés dénoncés par la Commune de Paris. L'insurrection entraîna la chute de 29 Girondins et de deux ministres (Jean Marie Roland, Étienne Clavière) sous la pression de la Commune de Paris, des sans-culottes, des Jacobins et des montagnards.
En raison de son impact et de son importance, l'insurrection est considérée comme l'une des trois grandes insurrections populaires de la Révolution française, après celles du 14 juillet 1789 et du 10 août 1792. Les principaux conspirateurs étaient les Enragés : Claude-Emmanuel Dobsen et Jean-François Varlet; les Exagérés: le maire Jean-Nicolas Pache, Jacques René Hébert et le procureur Pierre Gaspard Chaumette, ont joué un rôle majeur dans l'attaque contre les Girondins.
Les insurgés l'emportent finalement : sous la menace des canons de Garde nationale et sous la souffrance de François Hanriot, les conventionnels votent le rappel et l'assignation à résidence des députés girondins. Quelques semaines plus tard, en raison de la fuite de certains d'entre eux à Caen, de la mort de Marat (13 juillet) et des insurrections fédéralistes dans les départements rebelles, vingt-deux députés ont été assignés à résidence, sont mis en accusation, jugés et condamnés à mort. Leur exécution a lieu le 31 octobre 1793.

## Contexte

### Radicalisation des sans-culottes au début de 1793
Au sein des sections parisiennes et provinciales, une lutte oppose depuis janvier les modérés, parfois proches des Girondins, et les radicaux, sensibles aux revendications des Enragés, qui, dans un contexte d'effondrement de l'assignat, d'inflation, de vie chère, de récession et de travail rare, réclament la taxation, la réquisition des denrées, des secours publics aux pauvres et aux familles de volontaires, le cours forcé de l'assignat et l'instauration d'une Terreur légale contre les accapareurs et les suspects. Ce mouvement est incarné par Jacques Roux et Jean-François Varlet à Paris.

### L'exacerbation des conflits
Le conflit s'exacerbe après l'annonce au début d'avril de la défection  de Dumouriez (il fait arrêter les envoyés de la Convention le 2 avril et passe dans les lignes autrichiennes le 4 à Tournai). Le 3 avril, Robespierre demande à la Convention la mise en accusation des complices du général, déclaré traître à la patrie, « notamment Brissot ».
- Dès l'annonce de cette trahison, Varlet fonde à l'Évêché un comité révolutionnaire central, tandis que Jacques Roux provoque la formation d'une assemblée générale des comités de surveillance de Paris, qui obtient le soutien de la Commune et de son procureur, Chaumette. Tout en étant hostiles aux Girondins, ces deux organismes s'opposent également l'un à l'autre.

Le 5 avril, le club des Jacobins, présidé par Marat, adresse aux sociétés affiliées une circulaire les invitant à demander la destitution des députés qui ont voté en faveur de l'appel au peuple lors du procès de Louis XVI.
- La creation du Comité de Salut Public le 6 avril

Le 10 avril, Robespierre accuse Dumouriez dans un discours : « Lui et ses partisans ont porté un coup fatal à la fortune publique, en empêchant la circulation des assignats en Belgique ». Soupçonnant une nouvelle trahison, Robespierre invita la Convention à voter la peine de mort contre quiconque proposerait de négocier avec l'ennemi.
Le 15 avril, 35 des 48 sections de Paris présentent à la Convention une pétition réclamant le retrait de vingt-deux députés girondins qui ont défendu le roi.
- L'affaire Marat:  Le 13 avril, sur proposition de Guadet, la Convention vote la mise en accusation de Marat par 226 voix contre 93 et 47 abstentions. Le 23 avril 1793 il est déféré devant le tribunal révolutionnaire, qui prononce l'acquittement (24 avril). C'est un échec pour les girondins. À partir de ce moment, les girondins sont en difficulté grave.

### Mai
Le 1ᵉʳ mai, selon le député girondin Jacques-Antoine Dulaure, 8 000 hommes armés encerclèrent la Convention et menacèrent de ne pas se retirer si les mesures d'urgence qu'ils exigeaient (un salaire décent et un maximum sur les prix des denrées alimentaires) n'étaient pas adoptées,. Le 3 mai, à la suite d'une manifestation de 10 000 sans-culottes, il appelle les modérés à reprendre le contrôle des assemblées générales de section. Le 4 mai, la Convention accepta de soutenir les familles des soldats et marins qui avaient quitté leur foyer pour combattre l'ennemi. Les 8 et 12 mai, au club des Jacobins, Robespierre réaffirma la nécessité de créer une armée révolutionnaire chargée de rechercher du grain, financée par un impôt sur les riches, et destinée à vaincre les aristocrates et les contre-révolutionnaires. Il déclara que les places publiques devaient être utilisées pour produire des armes et des piques. À la mi-mai, Marat et la Commune le soutinrent publiquement et secrètement.
Le 18 mai, dans sa réponse à la brochure Histoire des Brissotins, publiée par Camille Desmoulins et lue au Club des Jacobins, Guadet a dénoncé les autorités de la Commune de Paris dans la Convention, les décrivant comme "des autorités vouées à l'anarchie, avides d'argent et de domination politique" — sa proposition était de les purger immédiatement. Le 21 mai, une commission spéciale est instituée, la Commission extraordinaire des Douze, à très forte majorité girondine. Le 24 mai, la commission ordonne l'arrestation d'Hébert pour un article anti-girondin dans le 239ème numéro de son Père Duchesne, de Varlet et de Dobsen. Une lutte violente s'engage alors pour le contrôle des assemblées générales et des comités de section. En vain, Danton tenta de trouver un compromis avec les Girondins.

### Vers l'insurrection (25-30 mai): le comité de l'Évêché

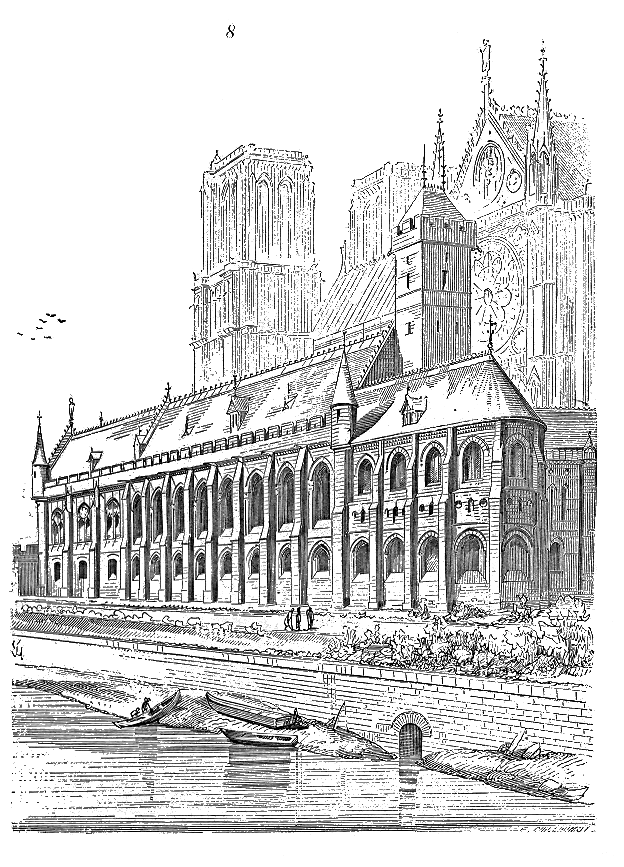
Le Palais de l'évêché

Les événements se précipitent alors. Le 25 mai, une délégation de la Commune réclame à la Convention la libération d'Hébert, Varlet et Dobson. La Convention, dominée par les Girondins, refusa. Le girondin Maximin Isnard, qui préside alors l'assemblée, répond par une célèbre déclaration menaçant Paris d'anéantissement au cas où d'autres insurrections auraient lieu.
Le 26 mai, après une semaine de silence, Robespierre prononça l'un des discours les plus décisifs de sa carrière. Il appela le club des Jacobins à "se mettre en insurrection contre les députés corrompus". Isnard déclara que la Convention ne se laisserait influencer par aucune violence et que Paris devait respecter les représentants des autres régions de France. La Convention décida alors que Robespierre ne serait pas entendu. L’atmosphère devint extrêmement agitée. Certains députés étaient prêts à en venir aux mains si Isnard osait déclarer la guerre civile à Paris ; le président fut invité à céder son siège. Cependant, les tensions montèrent rapidement et, le 27 mai, une foule se rassembla à l’Hôtel de Ville, réclamant des mesures immédiates. Sous la pression croissante, la Convention fut contrainte d’ordonner leur libération.
Le 28 mai, un Robespierre affaibli s'excusa à deux reprises en raison de son état physique, mais attaqua tout de même Brissot pour son royalisme,. Il quitta ensuite la Convention sous les applaudissements de la gauche. À l'Hôtel de Ville, il appela à une insurrection armée contre la majorité de la Convention. "Si la Commune ne s’unit pas étroitement au peuple, elle viole son devoir le plus sacré", déclara-t-il. Dans l'après-midi, la Commune demanda la création d'une armée révolutionnaire de sans-culottes dans chaque ville de France, dont 20 000 hommes pour défendre Paris  . La section de la Cité convoque les autres sections le lendemain à l'Évêché.
Le 29 mai, Robespierre s'attela à préparer l’opinion publique. Il attaqua Charles Jean Marie Barbaroux, mais admit avoir presque renoncé à sa carrière politique en raison de ses angoisses. Les délégués représentant trente-trois sections de Paris formèrent un comité insurrectionnel. Ils se déclarèrent en état d’insurrection, dissolurent le conseil général de la Commune et le reconstituèrent immédiatement, lui faisant prêter un nouveau serment. Un comité insurrectionnel de neuf membres, connu sous le nom de « comité de l'Évêché », est formé par les délégués de trente-trois sections; Varlet et Dobsen en font partie.
Le 30 mai, le directoire du département de la Seine se joint à l'insurrection. François Hanriot fut élu Commandant-Général de la Garde nationale parisienne, le successeur de Antoine Joseph Santerre.
- Saint-Just fut ajouté au Comité de salut public, et Couthon devint secrétaire.

Le lendemain, le tocsin était lancé à Notre-Dame et les portes de la ville étaient fermées ; L’insurrection du 31 mai au 2 juin a commencé. Thuriot demanda l'anéantissement de la Commission. Le comité de l'Évêché est élargi par adjonction aux neuf membres initiaux de quatre représentants de la Commune de Paris et de onze représentants du département.

## Les journées insurrectionnelles

### L'insurrection du 31 mai

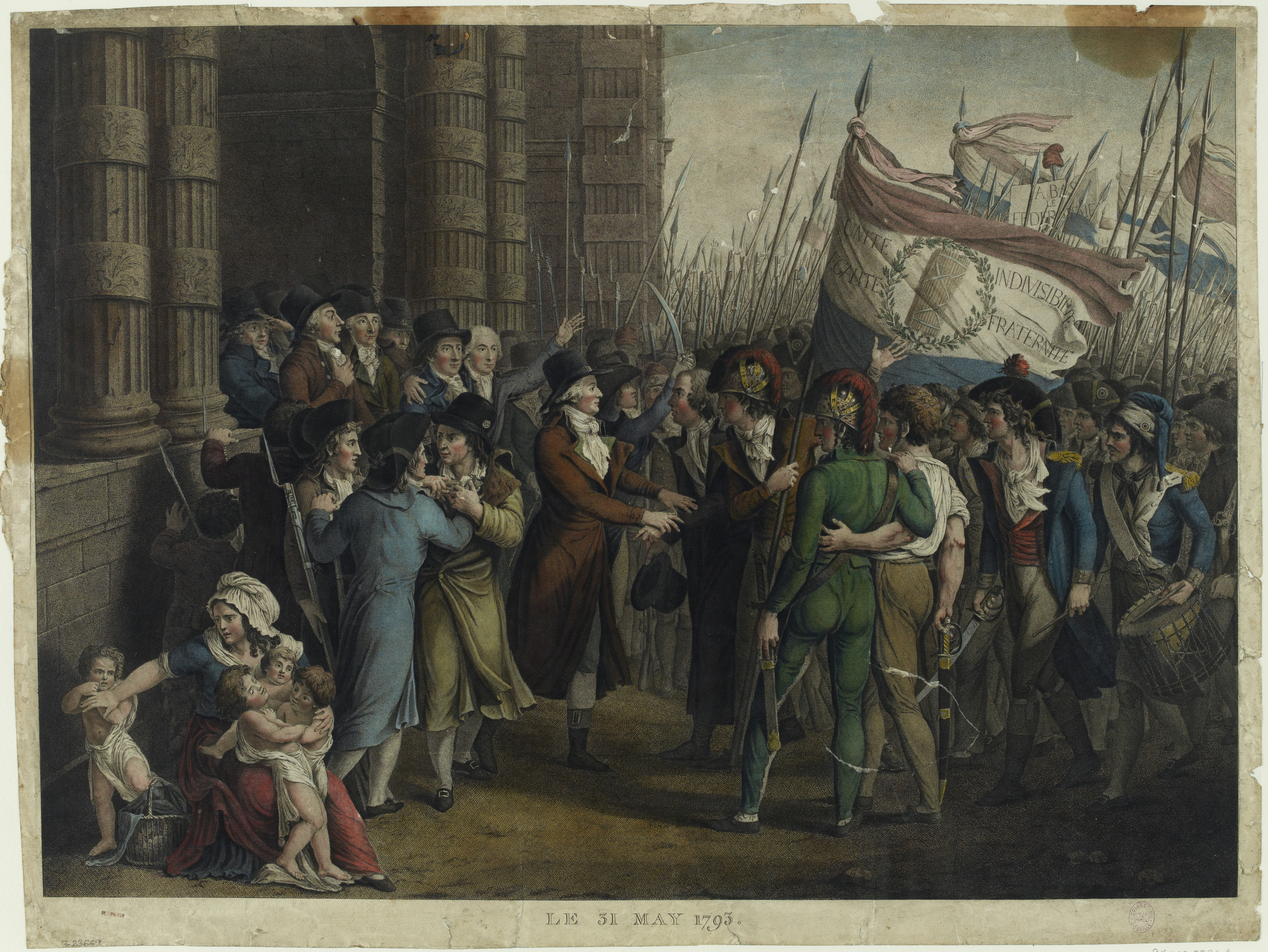
Le 31 mai 1793, estampe gravée par Jean-Joseph-François Tassaert d'après une esquisse de Fulchran-Jean Harriet, Paris, musée Carnavalet.

Sous la direction du comité de l'Évêché, l'insurrection du 31 mai se déroula sur le modèle de la journée du 10 août 1792. À 3 heures du matin, le tocsin retentit de Notre-Dame de Paris. À six heures du matin, les délégués des 33 sections, dirigés par Dobsen, ont présenté leurs lettres de créance à l'Hôtel de Ville de Paris et ont temporairement suspendu les pouvoirs de la Commune légale. Le comité révolutionnaire rétablit alors la Commune dans ses fonctions. 
La première préoccupation d'Hanriot était d'établir un contrôle sur les positions clés de la capitale — l'Arsenal (Bassin de l'Arsenal), le Palais Royal et le Pont Neuf. Il ordonne la fermeture des avant-postes de la ville et l'arrestation des personnes suspectes. Après, les pétitionnaires des sections et de la Commune se présentèrent vers 17 heures à la barre de l'Assemblée, cependant que la foule occupait les abords du bâtiment. Cette pétition réclamait l'exclusion des chefs de la Gironde, la suppression de la commission des Douze, l'arrestation des suspects, l'épuration des administrations, la création d'une armée révolutionnaire, l'attribution du droit de vote aux seuls sans-culottes, la fixation du prix du pain à 3 sous grâce à une taxe sur les riches, la distribution de secours publics aux vieillards, aux infirmes et aux parents de volontaires aux armées. Jean-Nicolas Pache, le maire, a été révoqué ou refusé. Ils ont ordonné l'arrestation de LeBrun-Tondu,  Clavière et Roland.  Sur le rapport de Barère au nom du Comité de salut public, et malgré l'intervention de Robespierre, la Convention se borna à casser la commission des Douze.

### L'insurrection du 2 juin

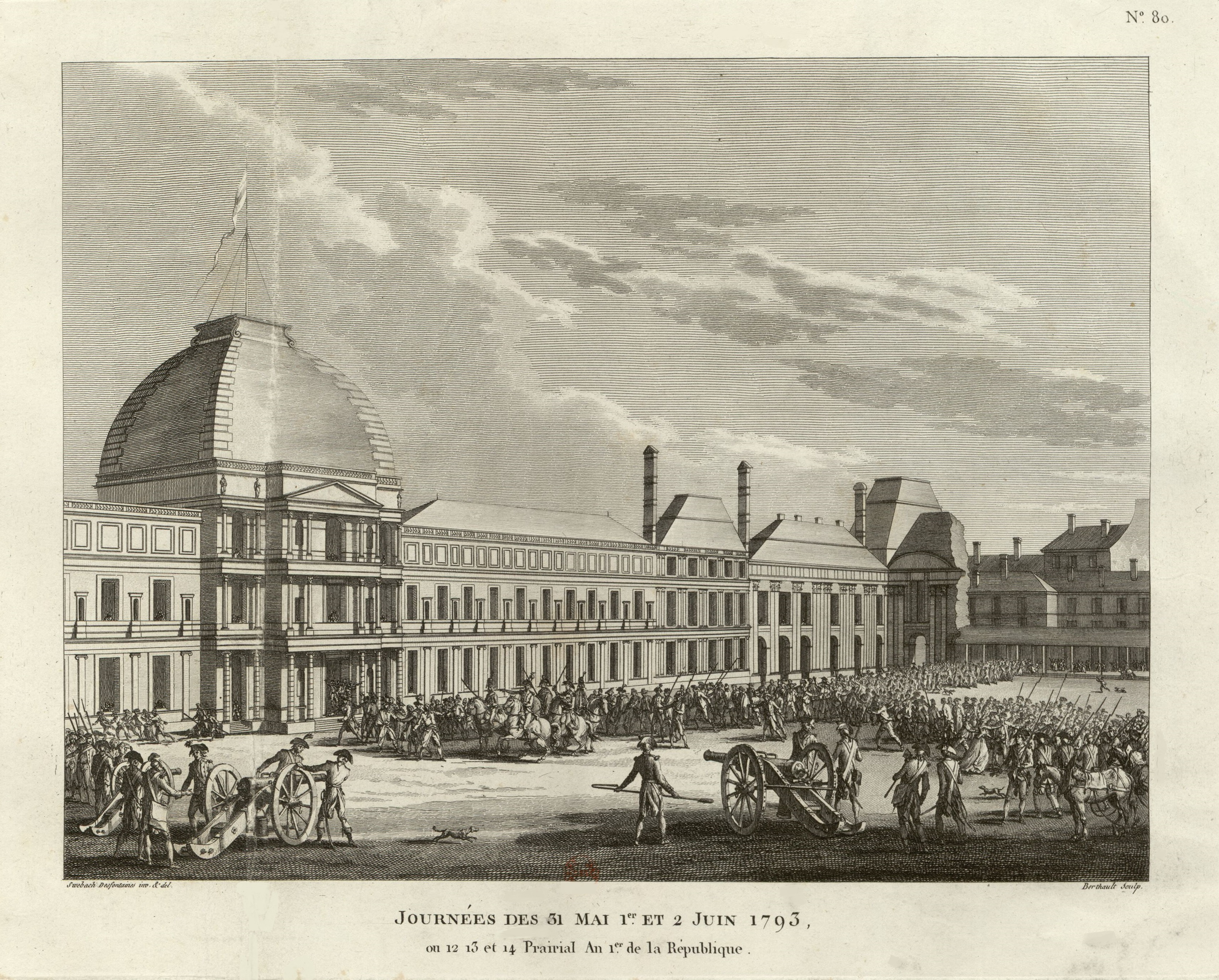
Journées des 31 mai, 1er et 2 juin 1793, estampe gravée d'après Swebach-Desfontaines, Paris, BnF, département des estampes et de la photographie, vers 1800.

Le dimanche 2 juin 1793, une nouvelle insurrection éclata. Sur l'ordre du comité insurrectionnel, 80 000 citoyens et hommes de la garde nationale emmenés par Hanriot cernèrent la Convention, tandis qu'une députation allait demander à l'Assemblée l'arrestation immédiate des chefs girondins.
Après un débat confus, l'ensemble de la Convention sort à la suite de son président, Hérault de Séchelles, pour tenter de forcer le passage. En réponse, Hanriot lance un ordre : « Canonniers à vos pièces ! » 
Vaincus, les députés regagnent la salle des séances.

### Le décret d'arrestation des députés girondins

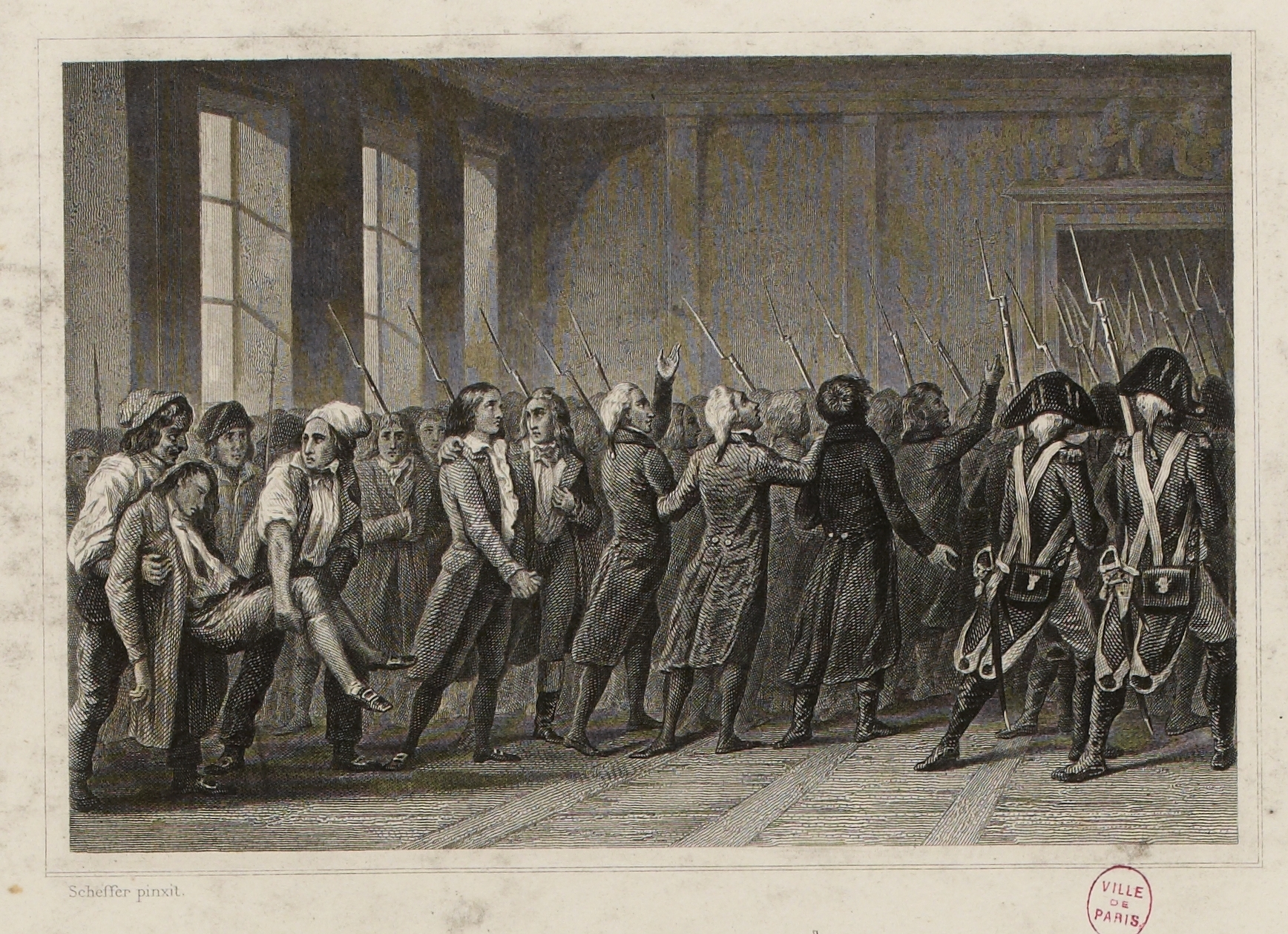
Les Girondins marchent à la mort

Sur la proposition de Georges Couthon, une grande majorité des députés de la Convention décrètent l'arrestation à leur domicile des 22 représentants réclamés par les pétitionnaires, ainsi que des membres de la commission des Douze et des ministres Clavière et Lebrun-Tondu. Boyer-Fonfrède et Saint-Martin-Valogne ayant été exclus de la mesure à la demande de Legendre, puis Ducos, Dussaulx et Lanthenas à la demande, entre autres, de Couthon et de Marat, c'est finalement 19 députés girondins qui firent l'objet d'un décret d'arrestation à leur domicile, avec les ministres Clavière et Lebrun-Tondu : Barbaroux, Birotteau, Brissot, Buzot, Chambon, Gensonné, Gorsas, Grangeneuve, Guadet, Lanjuinais, Lasource, Lehardy, Lesage, Lidon, Louvet, Pétion, Salle, Valazé, Vergniaud et dix membres de la commission des Douze (Bergoeing, Boilleau, Gardien, Gomaire, Kervélégan, La Hosdinière, Henry-Larivière, Mollevaut, Rabaut, Viger).

## Suites

### Le destin des députés girondins
Placés en résidence surveillée à leur domicile, mais en réalité mal gardés, plusieurs députés girondins s'enfuirent et favorisèrent les insurrections fédéralistes en Normandie, en Bretagne, dans le Sud-Ouest et dans le Midi. De même, 75 députés signèrent entre le 6 et le 19 juin des protestations contre la journée du 2 juin. Pour rassurer les départements, inquiets devant la menace d'une dictature des sans-culottes parisiens, le rapport de Saint-Just sur les députés détenus ou fugitifs, présenté le 8 juillet, était des plus modérés.
- procès et exécution de vingt-deux députés (24 octobre), condamnés à mort (30 octobre) et exécutés le lendemain (Vergniaud, Brissot ; etc.)
- morts individuelles de : Eustache-Benoît Asselin le 5 décembre, Clavière (suicide dans sa cellule le 8 décembre 1793); Condorcet (suicide dans sa cellule en 29 mars 1794)

### Mesures prises par la Convention montagnarde (juin 1793)

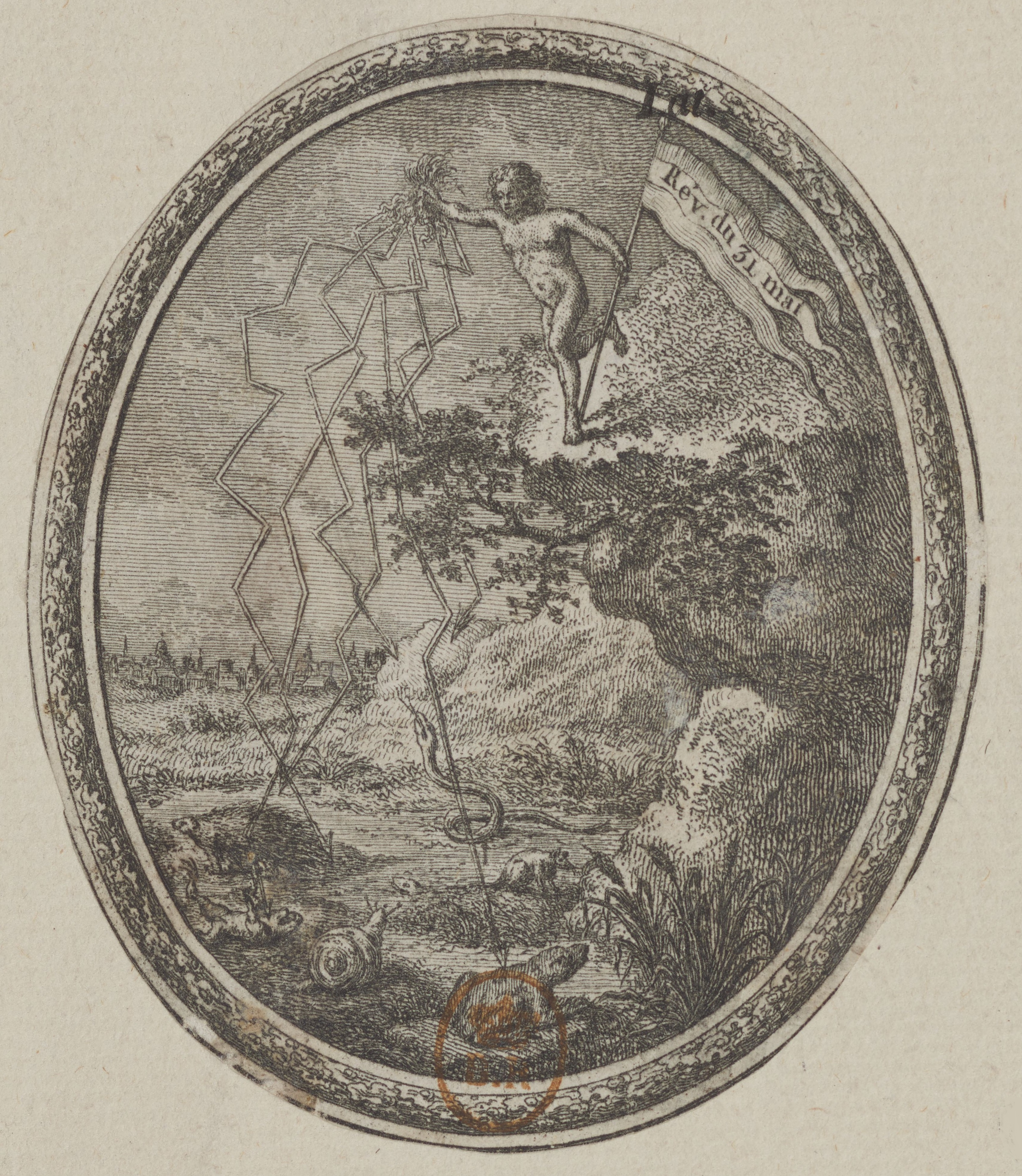
Une figure allégorique foudroie diverses créatures (serpents, grenouilles, escargots...) en brandissant un drapeau sur lequel figure l'inscription « Rév.[olution] du 31 mai » célébrant la chute des Girondins.
Estampe, BnF, département des estampes.

Sur le plan social, la loi du 3 juin 1793 sur le mode de vente des biens des émigrés précisait qu'ils seraient divisés en petites parcelles pour favoriser les paysans pauvres, qui pourraient bénéficier d'un délai de dix ans pour payer. La loi du 10 juin sur le partage des biens communaux, autorisé à titre facultatif, indiquait qu'il se ferait à parts égales, pour tous les habitants domiciliés, et non les seuls propriétaires, et que chaque lot serait tiré au sort. Enfin, la loi du 17 juillet sur le régime féodal supprima définitivement l'ensemble des droits féodaux sans indemnité (au contraire de la nuit du 4 août), les titres devant être déposés au greffe des municipalités pour être brûlés. Entretemps le 23 juin, sur demande de Billaud-Varennes, la loi martiale fut abrogée par la Convention.
Sur le plan politique, la Constitution de l'an I est votée le 24 juin sur le rapport d'Hérault de Séchelles, après une discussion rapide. Quant à la déclaration des droits, si elle rejetait la modification de définition de la propriété, elle reconnaissait le droit à l'insurrection. Soumise à la ratification populaire, la constitution fut adoptée par plus de 1 800 000 oui contre environ 17 000 non, plus de 100 000 votants ne l'approuvant qu'avec des amendements modérant le texte, résultats proclamés le 10 août 1793. Cette constitution ne fut cependant jamais appliquée.

## Analyse de cet épisode de la Révolution
Pour Raymonde Monnier, dans cette insurrection, les Jacobins conservèrent de bout en bout l'initiative ainsi que la direction politique de l'événement. Les Enragés, partisans de mesures sociales radicales et de la démocratie directe, qui avaient contribué à sa préparation, ne parvinrent jamais à faire triompher leurs vues.